# Август Цесарц
Август Цесарец - (хорв. August Cesarec; 4 грудня 1893, Загреб — 17/18 липня 1941, загребська Дотрщина ) — хорватський письменник, публіцист, драматург і політичний діяч, один із найвидатніших представників соціальної літератури першої половини XX століття в Хорватії.

## Біографія

### Ранні роки та формування ідеології
Август Цесарец був соціалістично налаштованим ще в середній школі, що проявилося в його перших літературних творах.  Одним із таких було його оповідання “Зі світу пригноблених" (Iz svijeta potlačenih) (1910), яке вже тоді відзначалося соціально-критичними мотивами. В цей період читав багато вітчизняних і зарубіжних письменників (Сільвіє Страхімир Краньчевич, Янко Поліч Камов, Еміль Золя, Максим Горький, Сергій Кравчинський-Степняк, Петро Олексійович Кропоткін та ін.), а також перекладав твори Еміля Золі, Максима Горького та Віктора Гюго. Його ідеї та критичний погляд на суспільство швидко знайшли відгук серед молоді, і у 1911 році він в період середньої школи був активним учасником югославсько орієнтованої молоді, що об ʼєднувалася навколо часопису “Вал” (Val), через що він перебував під постійним наглядом поліції і неодноразово потрапляв до в'язниці. У 1912 році Цесарец активно брав участь в студентських демонстраціях і страйках, і його брошура “Студентський рух” (Đački pokret) чітко висловила цілі руху і стала різкою критикою політичної ситуації в Хорватії того часу.

### Ув'язнення та перехід до літературної діяльності
Вже у 1912 році за участь у спробі вбивства комісара Австро-Угорщини у справах Хорватії Славка Кувая його було засуджено до п’яти років ув’язнення, а пізніше термін був скорочений до трьох років. Однак через хворобу, туберкульоз, він був умовно звільнений після 21 місяця у в’язниці. Після звільнення Цесарец не склав випускного іспиту, що змусило його повністю присвятити себе літературній та публіцистичній діяльності. Під час лікування в санаторії Брестовці він продовжував писати та працював коректором.

### Політична діяльність, переслідування та нелегальна діяльність
Після наростання націоналістичних тенденцій у молодіжному русі Август Цесарец покинув його і звернувся до нових політичних течій. У роки Першої світової війни він знаходився під наглядом поліції, а в 1915 році був мобілізований і відправлений до Крушеваца в окупованій Сербії. Після розпаду Австро-Угорщини восени 1918 року повернувся до Загреба. Там Нацрадгвардія ненадовго позбавила його волі. У 1918 році, він вступив до відновленої Соціал-демократичної партії, приєднавшись до її лівого крила. В грудні того ж року долучився до перших нелегальних комуністичних організацій та пише для видань комуністичного руху, таких як "Правда" (Istina), "Нова правда" (Nova istina) та "Новий світ" (Novi svijet).
У 1919 році він брав участь в установчому конгресі Соціалістичної робітничої партії Югославії, а після звинувачень у справі Діамантштейна утік до Відня і Праги. У 1920 році він повернувся до Югославії та відвідав другий конгрес партії. Після заборони КПЮ він продовжував нелегальну діяльність, редагуючи першу підпільну газету "Комуніст" (Komunista).  Рятуючись від переслідування поліції, він на деякий час зупинився в Дубровнику, а в 1922 році почав співпрацювати з новим партійним виданням “Боротьба” (Borba). Будучи пов’язаним із терористичною групою “Червона правда”, він провів останню ніч перед стратою разом із засудженим Алією Аліягічем. За свої проникливі некрологи про нього кілька разів опинявся у в’язниці. Згодом, відповідно до комуністичної ідеології, відмовився від індивідуального терору як засобу революційної боротьби. У 1922 році він нелегально перетнув кордон і потрапив до Москви як делегат від партії, де взяв участь у IV конгресі Комінтерну.

### Повернення до Югославії, діяльність у СРСР
Під час повернення в 1923 році Август Цесарец був заарештований і засуджений до шести місяців ув’язнення. Після звістки про арешт і ув’язнення газети “Боротьба” (Borba) і “Сучасник” (Savremenik) вимагали його звільнення, а Мирослав Крлежа у своїй відомій статті «Справа Августа Цесарця » в газеті “Нова Європа” (№ 16, 1923) висунув звинувачення проти тодішньої плачевної ситуації в країні. Після виходу з тюрми він активно писав статті про зміни в радянському суспільстві. У 1928 році став членом Матиці Хорватської (Matica Hrvatska) , але через домінування націоналістів покинув цю організацію в 1933 році. Протягом кількох років він перебував під постійним наглядом поліції.
В період до 1934 року до відʼїзду в СРСР пише політичні статті про радянське суспільство після Жовтневої революції.
У 1935 роках Цесарец перебував у СРСР, де брав участь у VII конгресі Комінтерну. У 1937 році він поїхав до Іспанії, де під час громадянської війни підтримував боротьбу республіканців проти фашизму, про що він писав у своїй книзі “Іспанські зустрічі. Книга зустрічей з людьми і містами” *(Španjolski susreti. Knjiga susreta s ljudima i gradovima). Після цього він перебував у Парижі, де завершив книгу про Іспанію. Повернувшись у Хорватію в 1938 році, він був заарештований на кордоні.

### Друга світова війна: боротьба та загибель
Під час Другої світової війни Август Цесарец став одним із провідних діячів комуністичного руху в Хорватії. На початку діяльності усташівської влади його разом із іншими комуністами ув’язнили в концтаборі Керестинець, звідки намагався втекти в межах організованої втечі. Після розстрілу Отокара Кершовані та його товаришів у ніч з 13 на 14 липня 1941 року було здійснено спробу втечі, яка через недостатню координацію зазнала невдачі. Усіх уцілілих було схоплено й відправлено до підвалу в’язниці на вулиці Рацького, 9 у Загребі. Через кілька днів їх судили у пересувному апеляційному суді та засудили до страти за звинуваченням у заколоті проти державної влади.  
Ймовірно, Цесарец був страчений разом із іншими ув’язненими в лісі Дотршчина 17 липня 1941 року. У його камері на стіні залишився напис: «Хай живе Радянська Хорватія!». Шість років потому, під час ремонту будівлі колишньої усташівської в’язниці на вулиці Рацького, 9, було виявлено ще один запис:  
«Сорок чотири інтерновані бійці з Керестинця доживали в цих кімнатах свої останні години. Усі вони прийняли вирок до розстрілу з високо піднятою головою, бо знали, що гинуть за справедливу справу, за справу трудящих. Хай живе Радянська Хорватія!»
Графологічна експертиза підтвердила, а деякі дослідники переконані, що напис належить Августу Цесарцю – його останнє послання, сповнене моральної підтримки для тисяч, які протягом чотирьох років йшли тим самим шляхом. Можливо, це справді його почерк, але такі слова міг залишити будь-який комуніст, адже цей заклик був спільним для всіх них.  
Проте саме Цесарец ще в юності, вісімнадцятирічним, перебуваючи у в’язниці, писав: «Я знаю також, що життя своє покладу в народну боротьбу...». Тому наприкінці його шляху така звістка була неминучою.  
Дружина Августа Цесарця, лікарка Марія Вінська - єврейка та комуністка, була розстріляна в серпні 1941 року, а її син Міро, виснажений поневіряннями, помер серед партизанів.

## Літературна діяльність
Його публіцистичні та есеїстичні твори, сповнені полемічного духу, були спрямовані на критику політичних та соціальних явищ того часу, зокрема обговорення ідей Леніна, Жовтневої революції, а також полеміка з прихильниками фашизму та клерикалізму в Югославії. 

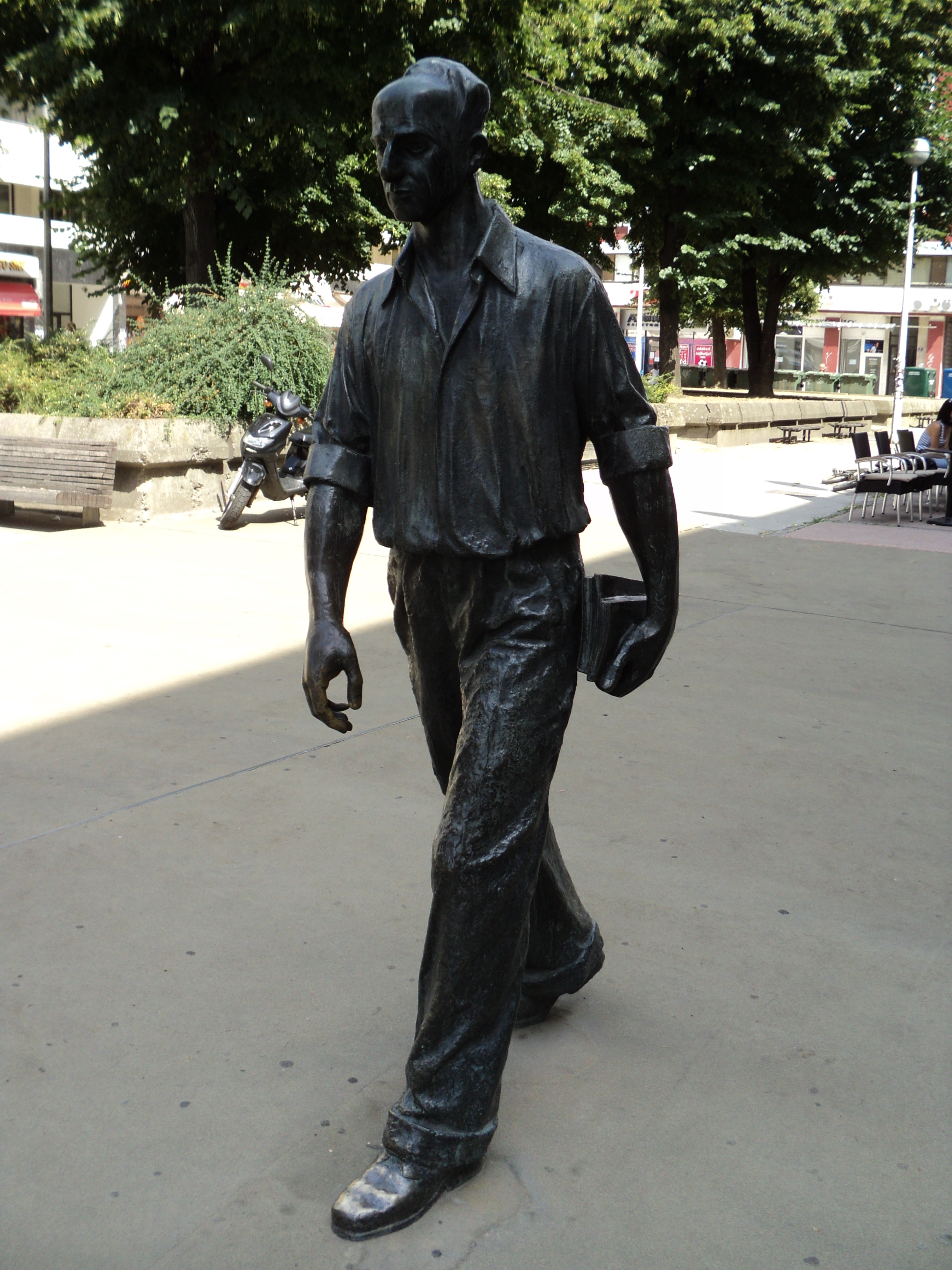
Пам'ятник Августа Цесарця, Осієк, Хорватія

Свою літературну діяльність Август Цесарец розпочав ще будучи учнем в 1912 році, опублікувавши брошуру “Студентський рухи” (Đački pokret) під псевдонімом Будислав Міркович.
У 1919 році разом із Мирославом Крлежею Цесарец заснував журнал "Полум'я" (Plamen), в якому піддавав критиці політичну ситуацію в Югославії та закликав до революції. На цьому етапі його революційні погляди ще не були ґрунтовно сформовані, а базувалися переважно на етичних і культурних аспектах.
Також працював в часописах “Літературна республіка” (Književna republika) (1919 -1925) та “Письменник” (Književnik).
Цесарец розпочав свою виразну літературну діяльність одразу після Першої світової війни. Він випустив свою поетичну збірку “Вірші” (Stilhovі) (1919). Ця збірка відзначалася використанням вільного вірша та різноманітних поетичних стилів — від імпресіоністичних образів до експресіоністичних візій. У ранніх романах, зокрема “За новим шляхом” (Za novin putem)(1926) відчувавається ще й досі значний вплив експресіонізму, однак з часом його стиль еволюціонував, і він почав віддавати перевагу реалізму.
Цесарец також був автором численних романів. У політичному романі “Королівство імператора” (Careva kraljevina) він прагне осмислити дві ключові складові свого життєвого шляху: власні бажання, сумніви, ідеї та уявлення про майбутнє, а також їхній постійний конфлікт із реальністю, що на кожному кроці їх заперечує. За його власними словами, у тісних стінах в’язниці він відтворив громадянське суспільство Хорватії напередодні Першої світової війни. Через автобіографічного персонажа Юришича він виразив свій спротив суспільству, приреченому на загибель, подаючи це у психоаналітично витонченій і художньо переконливій формі. Роман “Золотий хлопчик” (Zlatni mladić) (1928) аналізує мораль дрібнобуржуазної родини, побудовану на шахрайстві, шантажі та злочинності, щоб викрити корупцію й безпринципність класу, що служить режиму Королівства СХС, а у романі “Втікачі”(Bjegunci) (1933) Цесарец описує югославських комуністів в еміграції 1920-х років, фактично свій особистий досвід першої еміграції, аналізує революційні пошуки героїв, які, пройшовши через численні конфлікти, врешті знаходять внутрішнє очищення. Останні два романи символізують завершальний етап його прозової творчості.
В наступній фазі він змінив напрямок, почавши звертатися до історичних тем. У “Виході з Ізраїлю та інших легендах” (Izraelov izlazak i druge legende) (1938) він використовував стародавні легенди для аналізу сучасних соціальних явищ. На цьому етапі його творчість набувала рис соціалістичного реалізму, критика соціальних нерівностей та політичної несправедливості “Романи” (Novelе) (1939).
З його літературної спадщини особливо важливі експресіоністичний роман “Білий мандрівник” (Вijeli lutac) (опуб. у 1982 р.) та роман “Христос і Юда” (Krist i Juda) (опуб. у 1982 р.), у якому політична тенденція переплітається з християнською іконографією.
Август Цесарец також залишив вагомий внесок у подорожній літературі. Його книги “Іспанські зустрічі”(Španjolski susreti)(1938), ”Росія сьогодні" (Današnja Rusija) (1938) і “Подорожі Радянським Союзом”(Putovanja po Sovjetskom Savezu) (1940) містять аналітичні спостереження про політичні та соціальні реалії європейських країн. Книга “Росія сьогодні" була видана під псевдонімом Вук Корнелі і конфіскована після друку. Подорожні розповіді про СРСР— це фактично репортажі, що популяризують першу соціалістичну державу, без літературних чи художніх амбіцій. Натомість “Іспанські зустрічі” є яскравим свідченням громадянської війни в Іспанії, хоча й обмеженим рамками радянської політики.
Цесарец також був автором численних драм, серед яких найвідомішою є “Син вітчизни” (Sin domovine) (1940), яка зображує трагедію хорватського політичного діяча Євгена Кватерника, що символізує боротьбу прогресивної інтелігенції Хорватії. Драма нагороджена премією Деметра за сезон 1939/40, є взірцевою драматургією і входить до числа найкращих історичних драм хорватської літератури. 
Цесарец був одним із перших, хто вивчав і писав про російську авангардну літературу та психологію індивідуалізму Адлера,  протиставляючи її фрейдизму (1930-ті роки), намагаючись впровадити новаторські ідеї у хорватську літературу. Він писав про Жовтневу революцію, радянське мистецтво та Комінтерн, а також розробляв питання національної політики, зокрема аналізував роль Степан Радича та селянського руху. Виступав проти фашизму, викривав маніпуляції правих сил, критикував зовнішньополітичні ілюзії хорватських націоналістів.
Його творчість залишається важливим свідченням літературного розвитку Хорватії в міжвоєнний період, де він виступав не тільки як письменник, а й як критик соціальних і політичних проблем.